# 恩里克·洛佩斯
恩里克·洛佩斯·萨尔萨（西班牙語：Enrique López Zarza，1957年10月25日—），墨西哥男子足球运动员，司职前锋。他曾代表墨西哥国家队参加1978年国际足联世界杯，结果队伍止步小组赛阶段。